# Убийства по алфавиту
«Уби́йства по алфави́ту» (англ. The A.B.C. Murders) — один из самых значимых романов Агаты Кристи 1936 года, впервые опубликованный издательством Collins Crime Club в том же году. Основными персонажами романа являются Эркюль Пуаро, капитан Гастингс и старший инспектор Джепп.

## Сюжет
Жертвами серийного убийцы становятся ничем между собой не связанные люди, чьи имена следуют в алфавитном порядке: Алиса Ашер из Андовера, Бэтти Бернард из Бэксхилл-он-Си и так далее. Убийца отправляет Эркюлю Пуаро письмо перед каждым убийством, сообщая, где и когда будет совершено очередное преступление.
Пуаро и полиция каждый раз прибывают слишком поздно. Убийца подписывается «ABC» (с англ. — «Алфавит»), и на месте каждого преступления рядом с телом оставляет справочник ABC Railway Guide.
Пуаро и полиция пребывают в замешательстве, пока цепочка улик не наводит их на мысль, что убийца — коммивояжёр, продающий чулки. Затем происходит убийство, которое должно было соответствовать букве D, но погибает другой человек. После этого в полицию приходит продавец чулок Александр Бонапарт Каст (англ. Alexander Bonaparte Cust) и признаётся в преступлениях. Казалось бы, дело закрыто, но Каст, взявший на себя вину, утверждает, что впервые слышит об Эркюле Пуаро, и не может объяснить появление писем. Каст страдает головными болями, у него случаются провалы в памяти. Он сознаётся, что не помнит совершения убийств, но полагает, что именно он стоит за ними, поскольку каждый раз оказывался около места преступления. Однако полиция обнаруживает, что у подозреваемого есть алиби на время второго убийства: он играл в домино с одним из постояльцев отеля. С другой стороны, алиби может оказаться поддельным, поскольку есть доказательства вины Каста. Пуаро сначала подозревает, а потом и доказывает, что Каст невиновен и находит настоящего убийцу.

### Особенность повествования
Основной литературной особенностью романа является смена повествователя: сначала рассказ ведётся от первого лица, а именно от лица капитана Гастингса, а затем от третьего лица (главы, посвящённые Касту).

## Персонажи

### Главные
- «Эй-би-си» (ABC) — серийный убийца, имя которого неизвестно
- Александр Бонапарт Каст (Alexander Bonaparte Cust) — продавец чулок, посещавший жертв незадолго до убийств, главный подозреваемый
- Эркюль Пуаро — частный сыщик
- Капитан Гастингс — друг и партнёр Эркюля Пуаро
- Старший инспектор Джепп из Скотленд-Ярда
- Инспектор Кроум из команды Джеппа

### Жертвы
- Алиса Ашер (Alice Ascher) — первая жертва, владелица маленького магазина, убита ударом по голове
- Элизабет «Бэтти» Бернард (Betty Barnard) — вторая жертва, молодая привлекательная девушка-официантка, задушена
- Сэр Кармайкл Кларк (Sir Carmichael Clarke) — третья жертва, богатый мужчина, найден с проломленной головой
- Джордж Эрсфилд (George Earlsfield) — четвёртая жертва, парикмахер, зарезан

### Другие персонажи и подозреваемые
- Франц Ашер (Franz Ascher) — муж первой жертвы, Алисы Ашер
- Мэри Дроуэр (Mary Drower) — племянница первой жертвы
- Дональд Фрэйзер (Donald Fraser) — ревнивый друг второй жертвы, Бэтти Бернард
- Мэган Бернард (Megan Barnard) — сестра второй жертвы
- Франклин Кларк (Franklin Clarke) — брат третьей жертвы, Кармайкла Кларка
- Леди Шарлотта Кларк (Lady Charlotte Clarke) — жена третьей жертвы — Кармайкла, инвалид
- Тора Грэй (Thora Grey) — привлекательная секретарша третьей жертвы

## Экранизации
В 1965 году роман был экранизирован на киностудии Metro-Goldwyn-Mayer. В роли Эркюля Пуаро снялся американский актер Тони Рэндел.
В 1992 году по роману был снят один из эпизодов британского телесериала Пуаро Агаты Кристи с Дэвидом Суше в роли Эркюля Пуаро.
В 2009 году на французском телевидении в первом сезоне сериала Загадочные убийства Агаты Кристи вышла серия «Les meurtres ABC», являющаяся вольной переделкой оригинальной книги. Эркюля Пуаро в серии не было. Вместо него главным героем выступает комиссар полиции Жан Ларозьер и его помощник Эмиль Лампьон.
В 2018 году BBC выпустил телесериал «Убийства по алфавиту» в трёх частях c Джоном Малковичем в главной роли.